# Bill McGinley
William Bill McGinley är en amerikansk advokat och politisk rådgivare. Sedan den 20 januari 2017 är han kabinettssekreterare i USA:s presidentkansli för president Donald Trump. Han arbetade tidigare som advokat på byrån Jones Day i Cleveland i Ohio. Han arbetade även för Trumps presidentkampanj 2016.
McGinley har en kandidatexamen (B.A.) i historia från University of California samt en masterexamen (M.A.) i historia från California State University. Efter studierna i historia började han studera vid juristprogrammet på George Washington University. Han avlade juristexamen (J.D.) 1997.